# Affonso Reidy
Affonso Eduardo Reidy (n. París, Francia 1909- f. Río de Janeiro, Brasil 1964), arquitecto brasilero. Reidy formó parte de una generación de arquitectos liderados por Lúcio Costa, que modificaron y modernizaron la arquitectura brasileña. Dicha renovación es denominada ‘el período heroico’, y tuvo un gran impacto en la arquitectura contemporánea brasileña.
Reidy fue uno de los arquitectos que desarrolló el proyecto del albergue de Boa Vontade. Fue arquitecto jefe de Río de Janeiro, y bajo su dirección en 1932, se realizó el desmonte del morro Santo Antonio. Entre sus obras se cuentan el enterramiento de la avenida Beira-Mar, el túnel Rio-Comprido-Lagoa, el Museo de Arte Moderno y el edificio de la policía municipal.
Se desempeñó como profesor de urbanismo en la Facultad Nacional de Arquitectura. En 1954 proyecta el Museo de Arte Moderno de Río de Janeiro, obra de concepción estructural vanguardista. Fue galardonado con el primer premio de la exposición de la Primera Bienal de San Pablo. 